# Anthurium subtriangulare
Anthurium subtriangulare là một loài thực vật có hoa trong họ Ráy (Araceae). Loài này được Engl. miêu tả khoa học đầu tiên năm 1885.